# Lope Díaz II de Haro
Lope Díaz II de Haro Cabeza Brava (c. 1170-15 de noviembre de 1236). Hijo de Diego López II de Haro, fue el sexto señor de Vizcaya entre los años 1214 y 1236 y fundador del municipio de Plencia.

## Biografía
Combatió junto a su padre y se distinguió en la batalla de Las Navas de Tolosa, librada en 1212, y en la que tomaron parte tres reyes cristianos, Alfonso VIII de Castilla, Pedro II de Aragón y Sancho VII de Navarra.
Tomó sus cargos en tiempos agitados, tras la muerte de su padre el 16 de octubre de 1214, pocos días después del fallecimiento del rey Alfonso VIII quien dejaba como heredero a su hijo de diez años Enrique I de Castilla. La familia Lara se apoderó de la regencia, enfrentándose con Berenguela de Castilla, hermana de Enrique y a quien apoyaba Lope. En 1217 fallece accidentalmente Enrique, pasando a ocupar el trono su hermana, que apoyada por varios nobles entre los que se encontraba Lope, delegaría el trono en su hijo Fernando III de Castilla coronándole en Valladolid y proclamado en Autillo de Campos. Alfonso IX padre de Fernando, no se conformaba con la proclamación de su hijo como rey de Castilla, comenzando a invadir la nación. Durante esta contienda, Álvaro Núñez de Lara se apoderó de Nájera, siendo derrotado y aprisionado por Lope.
El apoyo aportado por Lope en el afianzamiento de Fernando III en el trono fue premiado con el cargo de Alférez del rey, el matrimonio con Urraca Alfonso de León, hija del rey Alfonso IX de León y hermanastra de Fernando III el Santo, la donación de las villas de Haro y Pedroso o confirmación de la posesión que ya tenían. Participó en muchas guerras en apoyo a Fernando III, como las expediciones contra los moros en Andalucía, de entre las que la más importante fue la toma de Baeza en 1227, tras la cual recibió el título de conquistador de Baeza.
El obispo de Calahorra quiso exigir derechos a iglesias sujetas al Monasterio de San Millán de la Cogolla, conllevando pleitos que terminarían con el traslado en 1232 de la diócesis a Santo Domingo de la Calzada. Esto originó más discordias que hicieron que en 1235 Lope expulsase al obispo que huyó a Roma, trasladando la diócesis a Calahorra.
En 1234 estalló un conflicto entre el rey Fernando III y dos de sus principales magnates, Álvaro Pérez de Castro "el Castellano", señor de la casa de Castro, y Lope Díaz II de Haro, señor de Vizcaya, pues este último se había sentido ofendido por el rey durante el asedio de Úbeda. Por ello, y sin contar con el beneplácito del monarca, que era tío de las hijas de Lope Díaz II de Haro, pues la esposa de este último, Urraca Alfonso de León, era hermanastra del rey, Álvaro Pérez de Castro contrajo matrimonio con Mencía López de Haro, hija del magnate agraviado por el rey, lo que provocó que el soberano despojase a Álvaro Pérez de Castro "el Castellano" de las tenencias y tierras que le habían sido concedidas por la Corona, aunque el conflicto se resolvió mediante la resolución arbitral concedida por las reinas Berenguela de Castilla y Beatriz de Suabia, madre y esposa respectivamente de Fernando III el Santo.
Después de su defunción recibió sepultura en el Monasterio de Santa María la Real de Nájera.

## Matrimonio y descendencia
Contrajo matrimonio con Urraca Alfonso de León, hija ilegítima del rey Alfonso IX de León y de su amante, Inés Íñiguez de Mendoza. Fruto de su matrimonio nacieron los siguientes hijos:
- Diego López III de Haro. Sucedió a su padre al frente del señorío de Vizcaya.
- Teresa López de Haro. Contrajo matrimonio con Nuño Sánchez, hijo del infante Sancho I de Cerdaña y nieto de la reina Petronila de Aragón. Se desposó por segunda vez con Rodrigo González Girón, hijo de Gonzalo Rodríguez Girón.
- Mencía López de Haro (m. 1270). Se desposó por primera vez con Álvaro Pérez de Castro "el Castellano", señor de la Casa de Castro e hijo de Pedro Fernández de Castro "el Castellano". Posteriormente contrajo un segundo matrimonio con Sancho II de Portugal, pasando a convertirse en reina consorte de Portugal.
- Álvaro López de Haro (muerto después de 1236).
- Berenguela López de Haro. Contrajo matrimonio antes de 1254 con Rodrigo González Girón, hijo de Gonzalo Rodríguez Girón, sin sucesión. Sobrevivió a su marido y fue su testamentaria. Berenguela otorgó testamento el 17 de agosto de 1296.[3]
- Sancho López de Haro, hijo segundo de quien procede la Casa de Ayala a partir del siglo XIII.[4]
- Lope López de Haro «el Chico»  señor de La Guardia. Casó posiblemente con Mayor González Girón, hija de Gonzalo Rodríguez Girón.[b][c]
- Alfonso López de Haro, señor de los Cameros por su matrimonio con su primera esposa, María Álvarez, hija de Álvar Díaz de los Cameros y Mencía Díaz de Haro. Su esposa y él fundaron el monasterio de Santa María de Herce en 1246. Contrajo un segundo matrimonio con Sancha Gil, hija de Gil Vázquez de Soverosa y de María González Girón. [6]
- Manrique López de Haro (muerto después de 1236)

En Toda de Salcedo de Santa Gadea tuvo a:
- Diego López de Salcedo, merino mayor de Castilla y adelantado de Álava y Guipúzcoa, quien figura en la documentación de varios monasterios y en 1275 fue uno de los testamentarios de su media hermana la reina Mencía, teniendo su sepulcro en la misma capilla en el monasterio de Santa María la Real de Nájera.[7]  Contrajo matrimonio con Teresa Álvarez de Lara, hija natural de Alvar Fernández de Lara.[8]

Tuvo otro hijo de madre desconocida:
- Lope Díaz de Haro. Su hermano Diego López de Salcedo, testamentario de su hermana Mencía, fundó en 1275 dos capellanías en el monasterio de Santa María la Real de Nájera, una para él y otra para su hermano Don Lope, obispo de Sigüenza.

| Predecesor: Diego López II de Haro | Señorío de Vizcaya 1214-1236 | Sucesor: Diego López III de Haro |